# Papaiano
Papaiano is een plaats (frazione) in de Italiaanse gemeente Poggibonsi.